# U.S. Route 79
U.S. Route 79 (ou U.S. Highway 79) é uma autoestrada dos Estados Unidos.
Faz a ligação do Sul para o Norte. A U.S. Route 79 foi construída em 1935 e tem 855 milhas (1 376 km).

## Principais ligações
Interstate 20 em Shreveport

 Interstate 55 perto de Memphis

 Interstate 24 em Clarksville